# Lycaena asamensis
Lycaena asamensis är en fjärilsart som beskrevs av Matsumura 1929. Lycaena asamensis ingår i släktet Lycaena och familjen juvelvingar. Inga underarter finns listade i Catalogue of Life.